# Уманський медичний коледж
Уманський медичний коледж — заклад вищої освіти І—ІІ рівнів акредитації, розташований у місті Умань Черкаської області.

## Історія
У 1921 році заснований як «Уманська медпрофшкола» з підготовки помічників лікарів. У 1929 році медична школа була повністю переведена на державне фінансування. У 1930 році виділено приміщення для школи, в якому раніше розташовувався Райвиконком. Того ж року на виконання Постанови РНК УРСР від 01.08.1930 року «Про мережу технікумів», медпрофшколу було реорганізовано в Уманський медичний технікум з двома відділеннями: фельдшерське та акушерське.
У 1936 році медичний технікум перейменований у фельдшерсько-акушерську школу з трирічним терміном навчання.
1942 року, у зв'язку з військовими діями у ході німецько-радянської війни, школа припинила роботу. У 1944 році Уманська фельдшерсько-акушерська школа відновила свою роботу і готувала для закладів охорони здоров'я фельдшерів-акушерів.
У 1954 році школа перейменована в Уманське медичне училище, яке розпочало підготовку фельдшерів, акушерок і медичних сестер.
З 1964 року училище припинило підготовку акушерок і готувало лише фельдшерів та медичних сестер.
У 1966 році було виділено кошти на добудову училища. В листопаді того ж року розпочато будівництво триповерхового навчального корпусу, а в квітні 1967 року розпочато роботи з переобладнання фасаду училища. У вересні 1967 року будівництво було завершено.
У 2006 році Уманське медичне училище реорганізовано в Уманський медичний коледж.

## Структура
- Відділення лікувальної справи;[2]
- Відділення сестринської справи.[3]